# Estibordo

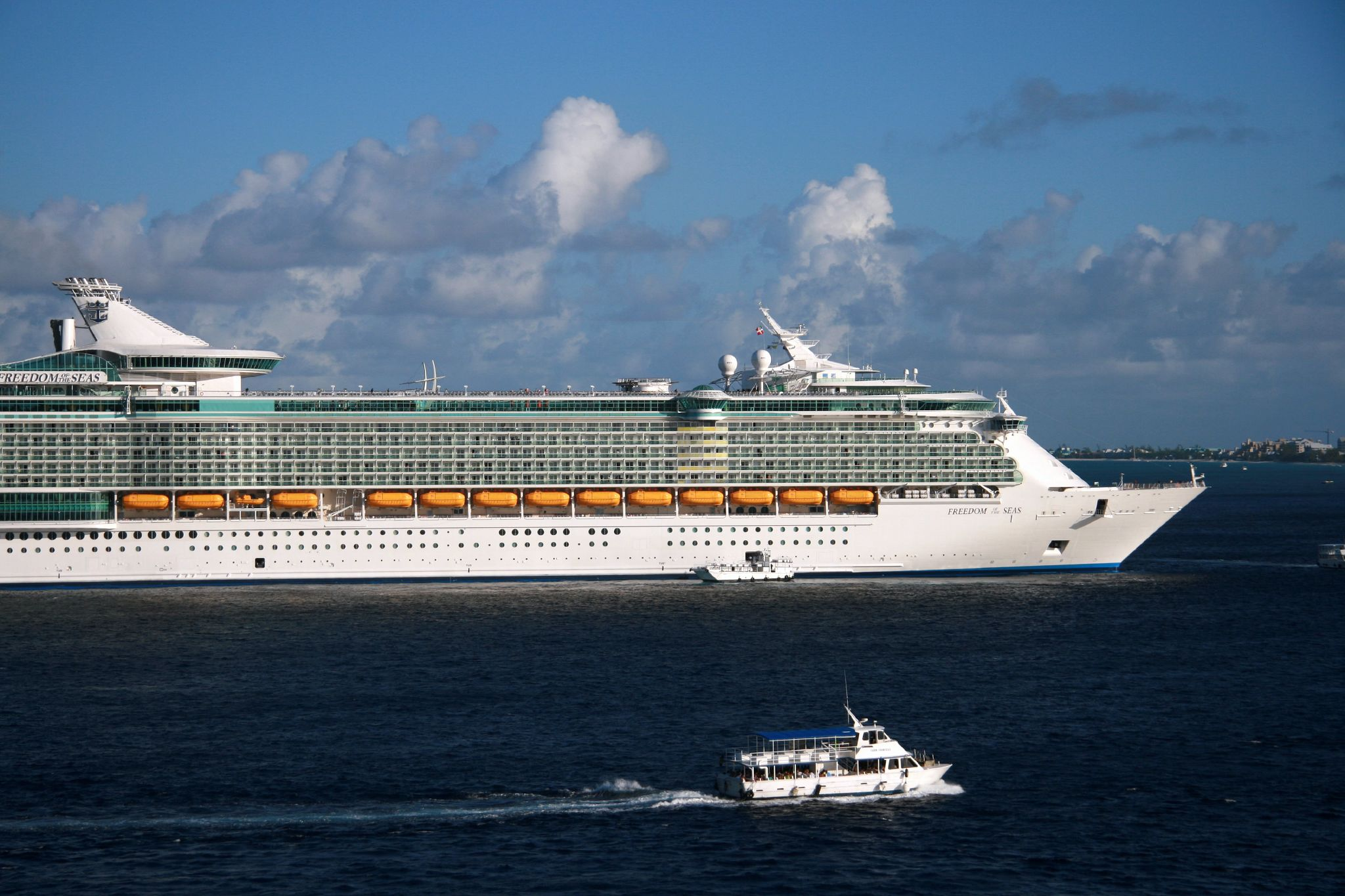
Vista do lado de estibordo no navio de cruzeiro MS Freedom of the Seas.

Estibordo ou boreste (EB) em termos náuticos, é o lado direito de quem se encontra numa embarcação, voltado para a sua proa. No francês antigo dizia-se stribord, que por sua vez emprestou do neerlandês stierboord (ou stuurboord ou então styr bord), «do lado do leme». Em português é uma palavra composta por esti + bordo.
O lado de estibordo de uma embarcação deverá ser sinalizado, durante a noite, por uma luz de navegação de cor verde.
Amurado por bombordo/estibordo é um termo náutico que significa velejar recebendo o vento por bombordo/estibordo 
O lado oposto ao estibordo é o bombordo. Boreste foi adotado pela Marinha de Guerra do Brasil em 1884 em vez de estibordo, para evitar, nas vozes de manobra, a confusão com bombordo.

## Cruzamento
Quando duas embarcações se aproximam em rumos contrários, as duas devem partir a estibordo de forma a passar bombordo com bombordo.